# 尼维涅和叙朗
尼维涅和叙朗（法語：Nivigne et Suran，法語發音：[niviɲ e syʁɑ̃]）是法国安省的一个市镇，属于布雷斯地区布尔格区。该市镇于2017年由原市镇叙朗河畔沙瓦讷和热尔马尼亚合并而成，行政中心位于叙朗河畔沙瓦讷。

## 地名
该市镇得名于尼维涅山和叙朗河。

## 地理
尼维涅和叙朗（46°15'51"N, 5°25'39"E）面积30.98 平方千米，位于法国奥弗涅-罗讷-阿尔卑斯大区安省，该省份为法国东部省份，北起汝拉省，西北接索恩-卢瓦尔省，西接罗讷省和里昂大都会，南至伊泽尔省，东与萨瓦省、上萨瓦省和瑞士接壤。
与尼维涅和叙朗接壤的市镇（或旧市镇、城区）包括：科尔韦西亚、普亚、蒙弗勒尔、瓦勒勒韦尔蒙、叙朗河畔锡芒德尔、瓦勒叙朗、阿罗马。
尼维涅和叙朗的时区为UTC+01:00、UTC+02:00（夏令时）。

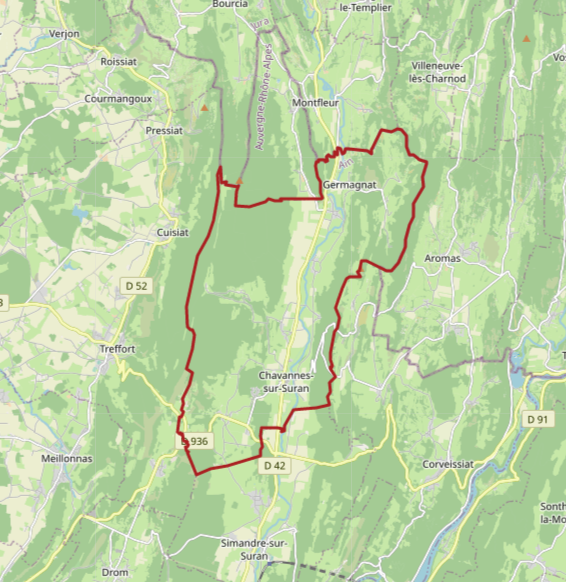
尼维涅和叙朗的OSM定位图

## 行政
尼维涅和叙朗的邮政编码为01250，INSEE市镇编码为01095。

## 政治
尼维涅和叙朗所属的省级选区为圣艾蒂安迪布瓦县。

## 人口
尼维涅和叙朗于2022年1月1日时的人口数量为822人。